# Hermanów (województwo świętokrzyskie)
Hermanów – wieś sołecka w Polsce położona w województwie świętokrzyskim, w powiecie opatowskim, w gminie Tarłów.
W latach 1975–1998 miejscowość administracyjnie należała do województwa tarnobrzeskiego.
Wierni kościoła rzymskokatolickiego należą do parafii Świętej Trójcy w Tarłowie.

## Historia
W wieku XIX opisano Hermanów jako wieś w powiecie iłżeckim, gminie Ciszyca Górna, parafii Tarłów. W roku 1882 liczył 15 domów i 33 mieszkańców, 537 mórg obszaru. Folwark Hermanów miał w 1875 r. 270 mórg rozległości, w tymże roku oddzielony od dóbr Sulejów.
Według spisu powszechnego z roku 1921, kolonia Hermanów posiadała 29 domów  i 175 mieszkańców.